# Suddivisioni dell'Indonesia
La suddivisione dell'Indonesia è effettuata tramite la ripartizione in province (in lingua indonesiana: Provinsi). Le province sono costituite da reggenze e città. Province, reggenze e città sono caratterizzate da enti locali governativi e gruppi parlamentari.

## Primo livello
La suddivisione di primo livello dell'Indonesia è rappresentata dalle province. Esse sono 34, cinque delle quali hanno uno statuto speciale.

## Secondo livello
Il secondo livello di suddivisione dell'Indonesia è quello rappresentato da reggenze (in lingua indonesiana: Kabupaten) e città (in lingua indonesiana: Kota). Generalmente le reggenze hanno un'area più estesa rispetto alle città e hanno attività agricole più sviluppate. Le reggenze sono guidate da un reggente (Bupati), le città da un sindaco (Wali kota).

## Terzo livello
Il terzo livello di suddivisione dell'Indonesia è composto da sottodistretti (Kecamatan) e distretti (Distrik). I sottodistretti sono guidati da un camat, figura che fa riferimento al reggente (in una reggenza) o al sindaco (in una città), e sono riscontrabili in quasi tutta l'Indonesia. I distretti invece sono riscontrabili solo nelle province di Papua e Papua Occidentale e sono comunque equivalenti ai sottodistretti per il resto del Paese.

## Quarto livello
I sottodistretti ed i distretti sono divisi in villaggi (desa) o comunità urbane (kelurahan).
Il termine desa non è utilizzato in tutta l'Indonesia. In alcune regioni vengono usati altri termini per indicare i villaggi: tra questi gampong in Aceh; nagari in Sumatra Occidentale; kampung, pekon e dusun.

## Statistiche
La seguente tabella indica il numero delle varie suddivisioni dell'Indonesia.
| Tipo (in indonesiano) | Tipo                       | Capo amministrativo (in indonesiano) | Capo amministrativo | Numero |
| --------------------- | -------------------------- | ------------------------------------ | ------------------- | ------ |
| Provinsi              | Provincia                  | Gubernur                             | Governatore         | 34     |
| Kabupaten             | Reggenza                   | Bupati                               | Reggenze            | 416    |
| Kota                  | Città                      | Wali kota                            | Sindaco             | 98     |
| Kecamatan o distrik   | Sottodistretto o distretto | Camat o kepala distrik               | Capo del distretto  | 6 543  |
| Desa e kelurahan      | Villaggio                  | Kepala desa/lurah                    | Capo del villaggio  | 75 244 |